# CVS Caremark Charity Classic
De CVS Caremark Charity Classic is een jaarlijks golftoernooi voor heren en dames en het is een onofficiële evenement op de PGA Tour. Het vindt sinds de oprichting telkens plaats op de Rhode Island Country Club in Barrington, Rhode Island. Het werd opgericht in 1999 en was toen de opvolger van de CVS Charity Classic, een voormalig golftoernooi van de PGA Tour.
Golfers Brad Faxon en Billy Andrade organiseren dit toernooi om geld in te zamelen voor goede doelen. Beide golfers zijn tevens leden van de Rhode Island Country Club.

## Winnaars
Overzicht van de winnaars:
| Jaar                         | Winnaars                          | Score               | Score               | Info                              |
| CVS Charity Classic          | CVS Charity Classic               | CVS Charity Classic | CVS Charity Classic | CVS Charity Classic               |
| ---------------------------- | --------------------------------- | ------------------- | ------------------- | --------------------------------- |
| 1999                         | Stuart Appleby & Jeff Sluman      | 122                 | –20                 |                                   |
| 2000                         | Justin Leonard & Davis Love III   | 126                 | –16                 |                                   |
| 2001                         | Mark Calcavecchia & Nick Price po | 119                 | –23                 |                                   |
| 2002                         | Chris DiMarco & Dudley Hart po    | 122                 | –20                 |                                   |
| 2003                         | Rocco Mediate & Jeff Sluman       | 120                 | –22                 |                                   |
| 2004                         | Bill Haas & Jay Haas              | 122                 | –20                 |                                   |
| 2005                         | Chris DiMarco & Fred Funk         | 123                 | –19                 |                                   |
| CVS/pharmacy Charity Classic |                                   |                     |                     |                                   |
| 2006                         | Tim Clark & Nick Price po         | 123                 | –19                 |                                   |
| CVS Caremark Charity Classic |                                   |                     |                     |                                   |
| 2007                         | Stewart Cink & J.J. Henry         | 122                 | –20                 |                                   |
| 2008                         | Bubba Watson & Camilo Villegas    | 95                  | –15                 | Tweede ronde ingekort (regenweer) |
| 2009                         | Nick Price & David Toms           | 126                 | –16                 |                                   |
| 2010                         | Ricky Barnes & J.B. Holmes        | 126                 | –16                 |                                   |
| 2011                         | Matt Kuchar & Zach Johnson        | 118                 | –24                 |                                   |
| 2012                         | Jay Haas & Morgan Pressel         | 121                 | –21                 |                                   |
| 2013                         | Steve Stricker & Bo Van Pelt      | 117                 | –25                 |                                   |
| 2014                         | Steve Stricker & Bo Van Pelt      | 122                 | –20                 |                                   |

| Toernooirecord |  | po = winnaars na play-off |

## Trivia
- Individueel won de Zimbabwaan Nick Price het toernooi drie keer met verschillende partners.[2]
- In 2014 waren de Amerikanen Steve Stricker en Bo Van Pelt het eerste duo die het toernooi met succes verdedigden.[2]